# Cryptophleps atollensis
Cryptophleps atollensis är en tvåvingeart som beskrevs av Daniel J. Bickel 1996. Cryptophleps atollensis ingår i släktet Cryptophleps och familjen styltflugor. Inga underarter finns listade i Catalogue of Life.